# 민족해방군 (마케도니아)
민족해방군(알바니아어: Ushtria Çlirimtare Kombëtare, UÇK, 마케도니아어: Ослободителна народна армија, ОНА, ONA)은 마케도니아 공화국에서 1999년에 활동한 무장 세력이다. 코소보 해방군과의 밀접한 관계이다.
2001년 마케도니아 공화국 분란 이후, 마케도니아 공화국에서 알바니아인의 권리 확대를 보장한 오흐리드 조약에 근거하여 조직은 무장해제되었다.

## 같이 보기
- 대알바니아